# Новий Дембськ
Новий Дембськ (пол. Nowy Dębsk) — село в Польщі, у гміні Нова-Суха Сохачевського повіту Мазовецького воєводства.
Населення — 80 осіб (2011).
У 1975-1998 роках село належало до Скерневицького воєводства.

## Демографія
Демографічна структура станом на 31 березня 2011 року:
|          | Загалом | Допрацездатний вік | Працездатний вік | Постпрацездатний вік |
| -------- | ------- | ------------------ | ---------------- | -------------------- |
| Чоловіки | 44      | 11                 | 27               | 6                    |
| Жінки    | 36      | 8                  | 21               | 7                    |
| Разом    | 80      | 19                 | 48               | 13                   |